# Саркисян, Альберт Владимирович
Альбе́рт Влади́мирович Саркися́н (арм. Ալբերտ Վլադիմիրի Սարգսյան;14 августа 1963, Ереван, Армянская ССР, СССР) — советский и армянский футболист, защитник, тренер.

## Карьера игрока
Бо́льшую часть карьеры в чемпионате СССР выступал в ереванском «Арарате», сезон-1989 провёл в киевском «Динамо». Вернулся в «Арарат» по просьбе старшего брата Армена, который тренировал клуб. Карьеру закончил в Литве, играл за «Панерис» и «Локомотив» Вильнюс.
Выступал за юношескую и молодёжную сборные СССР. 9 октября 1990 года провёл в составе главной сборной один неофициальный матч против Израиля (3:0).

## Тренерская карьера
В чемпионате 2010 года «Гандзасар» в начале выступал блекло. Ввиду этого в прессу просочилась информация о том, что бывший наставник капанцев, а ныне помощник главного тренера Альберт Саркисян сменил Славу Габриеляна. Вскоре, эту информацию опроверг исполнительный директор клуба Владик Аракелян. В конечном итоге Саркисян всё-таки сменил Габриеляна. Эта перестановка стала первой в сезоне. Место, занятое по итогам чемпионата, оказалось худшим за время пребывания в элите. После стало известно о том, что УЕФА подготовил документ, в котором указывается, что главные тренеры высших лиг стран должны иметь лицензию категории «А». Альберт Саркисян, руководящий командой на тот момент, данной лицензии не имел. Позже стало известно, что клуб ищет на эту должность специалиста, и главным претендентом является Абраам Хашманян. 20 декабря Хашманян подписал однолетний контракт с «Гандзасаром», а Саркисян был освобождён от занимаемой должности.